# Cereus pierre-braunianus
Cereus pierre-braunianus är en kaktusväxtart som beskrevs av Esteves. Cereus pierre-braunianus ingår i släktet Cereus och familjen kaktusväxter. Inga underarter finns listade i Catalogue of Life.